# Праславянский язык
Праславя́нский (общеславянский) язы́к — праязык, от которого произошли другие славянские языки. Никаких письменных памятников праславянского языка не найдено, поэтому язык был восстановлен на основании сравнения достоверно засвидетельствованных славянских и других индоевропейских языков.

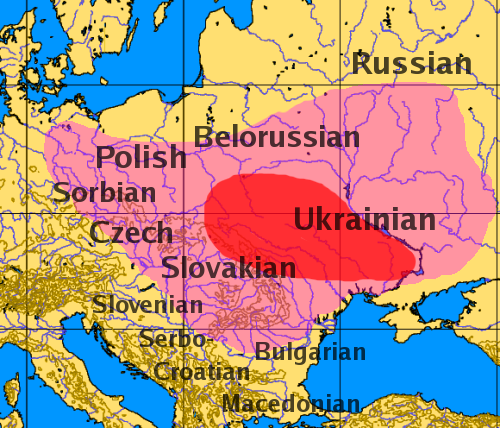
Область распространения праславянского языка и его диалектов в VI веке. Светло-красным цветом выделен комплекс Суковско-Дзедзицкой, Пражской, Ипотешти-кындештской, Пеньковской и Колочинской культур. Вероятнее всего, эта область соответствовала ареалу распространения праславянского языка

Праславянский язык не являлся чем-то статичным, он изменялся во времени и его формы можно реконструировать по-разному, в зависимости от выбранного хронологического среза.
Праславянский язык выделился из прабалтославянского приблизительно в VI веке. На самом начальном этапе своего существования праславянский язык был диалектом индоевропейского праязыка. Существует гипотеза, согласно которой прабалты и праславяне пережили период общности, и реконструируется прабалтославянский язык, который позднее распался на праславянский и прабалтийский.

## О названии
Восточнее вышеназванных племен живут: ниже венедов — галинды (галиданы), судины и ставаны до аланов; ниже их игиллионы, затем костобоки и трансмонтаны (загоры) до Певкинских гор.
У тех и других [антов и славян] один и тот же язык, достаточно варварский. <…> И некогда даже имя у славян и антов было одно и то же. В древности оба эти племени называли спорами («рассеянными»), думаю потому, что они жили, занимая страну «спораден», «рассеянно», отдельными поселками. Поэтому-то им и земли надо занимать много. Они живут, занимая большую часть берега Истра, по ту сторону реки.
А как же [могло бы случиться, что] находящиеся в другом поясе склавины и фисониты, называемые также данувиями, — первые с удовольствием поедают женские груди, когда [они] наполнены молоком, а грудные младенцы [при этом] разбиваются о камни, подобно мышам, в то время как вторые воздерживаются даже от общепринятого и безупречного мясоедения? Первые живут в строптивости, своенравии, безначалии, сплошь и рядом убивая, [будь то] за совместной трапезой или в совместном путешествии, своего предводителя и начальника, питаясь лисами, и лесными кошками, и кабанами, перекликаясь же волчьим воем. Вторые же воздерживаются от обжорства, а подчиняются и повинуются всякому.
Хотя их наименования теперь меняются соответственно различным родам и местностям, все же преимущественно они называются склавенами и антами. Склавены живут от города Новиетуна и озера именуемого Мурсианским до Данастра и на север до Висклы; вместо городов у них болота и леса.
Термин «праславя́нский» был образован при помощи приставки пра- от слова «славя́нский», и как следствие влияния немецкой компаративистской школы — соотносителен с аналогичным немецким термином Urslavisch. Русский термин находит своё точное соответствие в остальных славянских языках: бел. праславянскі, укр. праслов’янський, пол. prasłowiański, чеш. и словац. praslovanský, болг. праславянски, серб. и макед. прасловенски, сербохорв. прасловенски / praslovenski, хорв. praslavenski, босн. praslavenski, черног. праславенски, словен. praslovanski.
Некоторыми исследователями для обозначения праславянского языка также применяется синонимичный термин «общеславянский язык» (фр. slave commune, англ. Common Slavic, нем. Gemeinslavisch, хорв. općeslavenski) или «славянский язык-основа»; последний, впрочем, признаётся неудобным и громоздким по причине невозможности образовать от него прилагательное.
Первые упоминания названия «славяне» в форме «склавины» (др.-греч. Σκλάβηνοι, Σκλαύηνοι, Σκλάβινοι и лат. sclaveni или sclaviniae) учёные относят к VI веку н. э. (в трудах Псевдо-Кесария, Прокопия Кесарийского и Иордана).
Ряд исследователей (М. В. Ломоносов, П. Й. Шафарик, И. Е. Забелин, Д. А. Мачинский, М. А. Тиханова) высказал мнение о тождестве упоминавшегося в «Руководстве по географии» Клавдия Птолемея племени «ставаны» Σταυανοί славянам, при этом, согласно О. Н. Трубачёву, термин «ставаны» — калька с самоназвания славян (от индоиранск. *stavana- — хвалимый), а это удревняет первое упоминание славян до II века н. э.
Касательно этимологии самоназвания славян (ед. ч. *slověninъ, мн. ч. *slověne) в науке ведутся дискуссии. Существует несколько основных гипотез:
- от существительного *slovo «слово» или глагола *sluti (1-е лицо ед. ч. *slovǫ) «говорить понятно»;
- от гипотетического гидронима *Slovo, *Slova или *Slovje[33], который возводят к пра-и.е. *ḱleṷ- / *ḱloṷ- «быть чистым, прозрачным» (К. Мошинский считал, что это Днепр, славянский фольклорный эпитет которого в период Киевской Руси и известный из «Слова о полку Игореве» — др.-рус. Слову́тичь, в значении «славный, известный, знаменитый, первонач., возможно, полноводный»[34]); в последнее время: от гидронимов Славута, Славка и других на Слав-[35].
- от пра-и.е. *(s)-lau̯-os «народ» (с индоевропейским «подвижным s»)[36].

Первая версия критиковалась за то, что формант *-ěninъ встречается обычно у слов, образованных от названий мест. Её сторонники указывают на наличие образований, соотносимых с глаголами: др.-рус. бҍглянинъ, бҍжанинъ «беглец», кличанинъ «охотник, поднимающий дичь криком», ловьчанинъ «охотник», люжанинъ «мирянин», пирѧнинъ «участник пира», пълчанинъ «воин», сҍмиꙖнинъ «домочадец, слуга», тържанинъ «торговец».

## Транскрипция
Письменности у носителей праславянского языка не было. В науке для записи реконструированных сравнительно-историческим методом праславянских форм (перед которыми для обозначения их гипотетичности традиционно ставится астериск (*)) используется специальная фономорфологическая транскрипция на базе латинского алфавита с дополнительными диакритическими знаками:
| Буква        | Звук (МФА)  | Кириллическое обозначение и толкование |
| ------------ | ----------- | -------------------------------------- |
| *a (*ā)      | [a]         | а                                      |
| *b           | [b]         | б                                      |
| *c (*ć, *c') | [ʦ], [t͡ɕ]   | ц (мягкое)                             |
| *č (*č́, *č') | [tʃ], [tʃʲ] | ч (мягкое)                             |
| *d           | [d]         | д                                      |
| *e           | [ɛ]         | э (краткое)                            |
| *ě, (*ä)     | [æ]         | ѣ (долгий передний открытый)           |
| *ę (*ẽ, *ę²) | [ɛ̃]         | э (носовое), ѧ                         |
| *(f)         | [f]         | ф (в заимствованиях)                   |
| *g           | [ɡ]         | г (взрывное), ґ                        |
| *(h)         | [ɦ]         | г (фрикативное г, диалектное)          |
| *i           | [i]         | и                                      |
| *j           | [j]         | й («йот»)                              |
| *k           | [k]         | к                                      |
| *l (*ł)      | [l]         | л (твердое)                            |
| *ľ           | [ʎ], [lʲ]   | л (мягкое; ль), љ                      |
| *l̥           | [l̩]         | л (слоговое)                           |
| *m           | [m]         | м                                      |
| *n           | [n]         | н                                      |
| *ń           | [ɲ], [nʲ]   | н (мягкое; нь), њ                      |

| Буква        | Звук (МФА) | Кириллическое обозначение и толкование               |
| ------------ | ---------- | ---------------------------------------------------- |
| *o (*ă)      | [ɔ]        | о                                                    |
| *ǫ (*õ, *ǫ²) | [ɔ̃]        | о (носовое), ѫ                                       |
| *p           | [p]        | п                                                    |
| *r           | [r]        | р                                                    |
| *ŕ           | [ɾ], [rʲ]  | р (мягкое; рь)                                       |
| *r̥           | [r̩]        | р (слоговое)                                         |
| *s           | [s]        | с                                                    |
| *ś (*s')     | [ɕ], [sʲ]  | с (мягкое; сь)                                       |
| *š (*š́, *š') | [ʂ], [ʃʲ]  | ш (мягкое; шь)                                       |
| *šč          | [ʃt͡ʃ]      | щ                                                    |
| *t           | [t]        | т                                                    |
| *u           | [u]        | у                                                    |
| *v (*w, *ṷ)  | [v]        | в (в скобках — знаки, подчёркивающие билабиальность) |
| *x (*h, *ch) | [x]        | x                                                    |
| *y           | [ɨ]        | ы                                                    |
| *z           | [z]        | з                                                    |
| *ź (*z')     | [ʑ], [zʲ]  | з (мягкое; зь)                                       |
| *ž (*ž́, *ž') | [ʒ]        | ж (мягкое; жь)                                       |
| *ь (*ǐ)      | [ĭ]        | и (сверхкраткий гласный)                             |
| *ъ (*ǔ)      | [ŭ]        | у (сверхкраткий гласный)                             |

## История языка
Характер балто-славянских языковых отношений долгое время является предметом дискуссий в научном мире. Балтийские и славянские языки объединяет большое количество сходств на всех уровнях языка. Это заставило А. Шлейхера постулировать существование прабалтославянского языка, который распался на праславянский и прабалтийский. Этой же позиции придерживались К. Бругманн, Ф. Ф. Фортунатов, А. А. Шахматов, Е. Курилович, А. Вайан, Я. Отрембский, Вл. Георгиев и др. А. Мейе, напротив, полагал, что сходства между славянскими и балтийскими языками вызваны независимым параллельным развитием, а прабалтославянского языка не существовало. Того же мнения были И. А. Бодуэн де Куртенэ и Хр. Ш. Станг. Я. М. Розвадовский предложил схему, согласно которой за периодом балто-славянского единства (3 тысячелетие до н. э.) последовала эпоха независимого развития (2—1 тысячелетия до н. э.), которую сменил период нового сближения (с начала нашей эры по настоящий момент). Я. Эндзелинс считал, что после распада праиндоевропейского языка праславянский и прабалтийский языки развивались независимо, а потом пережили период сближения. Согласно гипотезе В. Н. Топорова и Вяч. Вс. Иванова, праславянский представляет собой развитие периферийного балтийского диалекта. Позднее В. Н. Топоров высказал убеждение, что «праславянский — это поздняя филиация не просто балтийских, а именно прусских диалектов». Также, однако, в отношении гипотез, связанных с «балто-славянской проблемой», отмечается их определённая удалённость от компаративистского метода и ориентированность на, скорее, собственные теоретические построения (см. замечания).

Существует несколько основных локализаций прародины славян:
- восточноевропейская (Я. М. Розвадовский[52][53][54], А. А. Шахматов[55], Ф. Славский[56])
- центральная (Припятско-среднеднепровская теория прародины) (Л. Нидерле[57], Ю. Т. Ростафинский[58], М. Ю. Ф. Фасмер[59][60], Ф. П. Филин[61][62], С. Б. Бернштейн[63])
- западная «автохтонная» (Висло-Одерская), особенно популярная среди польских учёных, в рамках которой праславяне отождествляются с лужицкой культурой (Ю. Костшевский[64][65], Л. Козловский[66], Т. Лер-Сплавинский[67], Я. Чекановский[68][69][70], М. Рудницкий[71], Е. Налепа[72], В. В. Мартынов[73][74])
- азиатская (ранние работы К. Мошинского[75][76])

Позднее К. Мошинский помещал ареал праславянского языка в период около 500 года до н. э. в западно-центральное Поднепровье. Оттуда, по мнению учёного, славяне расселились на север и запад.
Данные лексики говорят о том, что праславяне не жили на берегу моря, поскольку в праславянском практически отсутствует терминология, связанная с мореплаванием, кораблестроением, морским рыболовством и морской торговлей. Праславяне также не могли жить на территории Янтарного пути, поскольку слово «янтарь» во всех славянских языках является заимствованием (из литовского, немецкого или турецкого). Все эти данные говорят не в пользу «автохтонной» гипотезы.
Ф. Славский и Л. Мошинский датируют период балто-славянской общности ок. 2000—1500 гг. до н. э. После 1500 года до н. э. начинается история собственно праславянского языка. Ф. Славский связывает начало диалектной дифференциации праславянского языка с началом больших миграций славян в V веке. Л. Мошинский датирует временем славянской экспансии на Балканский полуостров и формирования западной, южной и восточной групп славянских языков конец существования праславянского языка.
Условия для массовых миграций славян в середине I тысячелетия н. э. создало разорение европейских земель кочевниками (гуннами, булгарами и аварами), а также крушение империи гуннов.
В. Смочинский полагает, что до расселения славян граница между славянами и балтами проходила по Припяти.
В VI веке славяне с севера пересекли Карпаты и Судеты, заселив Восточные Альпы и продвинувшись на Балканский полуостров, «славянизация» которого продолжалась и в VII веке.
Ряд учёных (Г. Хольцер, Р. Матасович) проводит различие между праславянским (англ. Proto-Slavic, нем. Urslavisch, хорв. praslavenski) и общеславянским (фр. slave commune, англ. Common Slavic, нем. Gemeinslavisch, хорв. općeslavenski). Под первым понимается язык, на котором говорили славяне до, во время и непосредственно после своей экспансии, а под вторым понимается период в истории славянских языков, когда праславянский уже распался, но между идиомами, на которые он распался, продолжали существовать тесные связи и осуществлялись общие инновации. По концепции Н. С. Трубецкого и Н. Н. Дурново, поздний праславянский период продолжался по XII век (до падения редуцированных), и различия между будущими славянскими языками не выходили в этот период за рамки диалектных. Критике эту теорию подверг С. Б. Бернштейн.

## Лингвистическая характеристика

### Фонетика и фонология
Система фонем позднего праиндоевропейского языка, унаследованная ранним праславянским языком, выглядела следующим образом (традиционная реконструкция):
Согласные:
|                |                        | Губные | Зубные | Среднеязычные | Гуттуральные  | Гуттуральные | Гуттуральные | Ларингалы  |
| палатовелярные | велярные               | Губные | Зубные | Среднеязычные | лабиовелярные |              |              | Ларингалы  |
| -------------- | ---------------------- | ------ | ------ | ------------- | ------------- | ------------ | ------------ | ---------- |
| Носовые        | Носовые                | m      | n      |               |               |              |              |            |
| Смычные        | глухие                 | p      | t      |               | ḱ             | k            | kʷ           |            |
| Смычные        | звонкие                | b      | d      |               | ǵ             | g            | gʷ           |            |
| Смычные        | звонкие придыхательные | bʰ     | dʰ     |               | ǵʰ            | gʰ           | gʷʰ          |            |
| Фрикативные    | Фрикативные            |        | s      |               |               |              |              | H₁, H₂, H₃ |
| Плавные        | Плавные                |        | r, l   |               |               |              |              |            |
| Полугласные    | Полугласные            | w      |        | j             |               |              |              |            |

В праславянском языке уже в древнейшую эпоху эта система пережила следующие изменения:
- Преобразование трёхрядной системы праиндоевропейских смычных (глухие — звонкие — звонкие придыхательные) в двухрядную (глухие — звонкие). Ю. В. Шевелёв считал это древнейшим славянским фонетическим изменением[98].
- Утрата слоговых сонантов. Ю. В. Шевелёв полагал, что это изменение произошло примерно в то же время, что и утрата звонких придыхательных[99].
- Совпадение лабиовелярной серии с серией простых велярных.
- Сатемизация. Палатализованные заднеязычные (k') через промежуточные ступени среднеязычных (t') и аффрикат (ts) перешли в свистящие (s). Несомненно, этот процесс начался ещё до окончательного распада праиндоевропейского языка, но закончился после, потому что его результаты различны в разных сатем-языках.
- Переход s в x. Протекал одновременно с сатемизацией, однако закончился раньше. Это видно на примере слов пьсати и вьсь (деревня). В обоих случаях s находится в позиции, подходящей для перехода в х. Однако оно появилось уже после завершения перехода из k' и поэтому не дало х в этих случаях. Именно после завершения сатемизации х получил статус фонемы в протославянском языке. Существует теория А. Мейе, который, опираясь на данные других сатем-языков, в которых s перешло в š, выдвинул концепцию, по которой s и в праславянском перешло в š, а уже после, во время первой палатализации, š сохранилось перед гласными переднего ряда, а перед гласными заднего ряда перешло в х (по аналогии с распределением k/č).
- Звук m перестал быть допустимым на конце слова и перешёл в n. Такой переход наблюдается во всех индоевропейских языках, кроме италийских и индоиранских, в том числе, в анатолийских. С. Б. Бернштейн полагал, что данное изменение относится к периоду балто-славянской общности[100], что подтверждается данными прусского языка (окончание -an в аккузативе основ на -a < *-o мужского и среднего рода и в номинативе среднего рода).

Гласные:
|         |            | передний ряд | передний ряд | средний ряд | средний ряд | задний ряд | задний ряд |
| ------- | ---------- | ------------ | ------------ | ----------- | ----------- | ---------- | ---------- |
|         |            | долгие       | краткие      | долгие      | краткие     | долгие     | краткие    |
| верхние | монофтонги | ī            | i            |             |             | ū          | u          |
| средние | монофтонги | ē            | e            |             |             | ō          | o          |
|         | дифтонги   | ēi, ēu       | ei, eu       |             |             | ōi, ōu     | oi, ou     |
| нижние  | монофтонги |              |              | ā           | a           |            |            |
|         | дифтонги   |              |              | āi, āu      | ai, au      |            |            |

- Квантитативное выравнивание гласных, монофтонгизация дифтонгов и возникновение носовых. После этого изменения система гласных сократилась до 11 фонем (*e, *ě, *ь, *ъ, *i, *y, *a, *o, *u, *ę, *ǫ). Схожие (но не идентичные!) процессы были в индоиранских, балтийских и германских языках.

Система согласных праславянского языка в период до палатализаций и йотаций выглядела следующим образом:
|               | смычные | спиранты | носовые | дрожащие | латеральные | аппроксиманты |
| ------------- | ------- | -------- | ------- | -------- | ----------- | ------------- |
| губные        | b — p   |          | m       |          |             | w             |
| дентальные    | d — t   | s — z    | n       | r        | l           |               |
| среднеязычные |         |          |         |          |             | j             |
| велярные      | k — g   | x        |         |          |             |               |

|         |            | передний ряд | передний ряд | средний ряд | средний ряд | задний ряд | задний ряд |
| ------- | ---------- | ------------ | ------------ | ----------- | ----------- | ---------- | ---------- |
|         |            | долгие       | краткие      |             |             | долгие     | краткие    |
| верхние | монофтонги | ī            | i            |             |             | ū          | u          |
| средние | монофтонги | ē            | e            |             |             | o          | o          |
|         | дифтонги   | ēi, ēu       | ĕi, ĕu       |             |             | oi, ou     | oi, ou     |
| нижние  | монофтонги |              |              | ā           | ā           |            |            |
|         | дифтонги   |              |              | āi, āu      | āi, āu      |            |            |

При этом, с фонологической точки зрения дифтонги были бифонемными сочетаниями.
Двумя самыми важными фонетическими тенденциями праславянского языка были тенденция к возрастающей звучности и тенденция к внутрислоговому гармонизму.
Тенденция к возрастающей звучности стала причиной следующих процессов:
- Утрата конечных шумных согласных;
- Монофтонгизация дифтонгов — переход дифтонгов [eɪ̯] в [i]; [oɪ̯] в [ě] и, вероятно, [i]; [oṷ] и [eṷ] в [u] в положении перед согласными и на конце слова;
- Образование носовых;
- Метатеза плавных.

Тенденция к внутрислоговому гармонизму стала причиной следующих процессов:
- Аккомодация гласных после *j;
- Взаимодействие согласных с *j;
- Первая палатализация — переход заднеязычных [k], [g], [x] в позиции перед гласными переднего ряда и j в [č́] (tʃʲ), [dž'] (dʒʲ), [š́] (ʃʲ) соответственно. Если перед заднеязычным находился свистящий согласный s или z, образовавшийся шипящий ассимилировал его: sk > šč́ (ʃtʃʲ), zg > ždž́ (ʒdʒʲ);
- Вторая палатализация. Была вызвана монофтонгизацией дифтонгов. Заключалась в переходе заднеязычных k, g, x соответственно в c', dz', s' в южно- и восточнославянских языках и в c', dz', š' в западнославянских. Позднее во всех славянских языках, кроме польского, полабского и старославянского, аффриката dź упростилась в ź;
- Третья палатализация.

Система согласных раннего общеславянского языка:
|                             | смычные | фрикативные | аффрикаты | носовые | дрожащие | латеральные |
| --------------------------- | ------- | ----------- | --------- | ------- | -------- | ----------- |
| губные                      | b — p   | v           |           | m       |          |             |
| дентальные альвеолярные     | d — t   | s — z       |           | n — n'  | r — r'   | l — l'      |
| дентальные постальвеолярные |         | ž' — š'     | č'        |         |          |             |
| средненёбные                |         | j           |           |         |          |             |
| велярные                    | k — g   | x           |           |         |          |             |

Изменения общеславянской эпохи:
- Развитие групп kt', gt' > c' в западных диалектах, č' в восточных, š't' в южных.
- Упрощение групп tl, dl в южных и восточных диалектах v.s. сохранение этих групп в западных v.s. преобразование в kl, gl в псковском диалекте.

#### Просодия
Реконструируемая праславянская акцентуация генетически тождественна прабалтийской, что служит аргументом в пользу существования балтославянской общности, соотнесённой со временем существования «ларингалов».
Особо ценны данные сербо-хорватского языка, в котором имеется четыре типа ударения: краткое нисходящее (серб. краткосилазни акценат) кра̏ва, долгое нисходящее (дугосилазни акценат) гра̂д, краткое восходящее (краткоулазни акценат) о̀тац, долгое восходящее (дугоулазни акценат) ре́ка. Однако сербохорватский испытал систематическое передвижение ударения на один слог ближе к началу слова, поэтому по нему нельзя установить древнее место ударения.
Восточнославянские языки, как и болгарский, сохранили подвижность ударения, однако музыкальное заменили силовым.
Чешский, закрепив ударение на первом слоге, сохранил лишь следы древнего состояния: акут отобразился в нём как долгота гласной.

### Морфология
Праславянский сохранил 6 индоевропейских падежей (именительный, родительный, дательный, винительный, творительный, местный) и звательную форму, утратив только отложительный падеж, слившийся с родительным (и давший своё окончание родительному падежу основ на *-o-, в других основах уже в праиндоевропейском родительный и отложительный не различались).

#### Имя существительное
В праславянском существовали следующие типы склонения (в зависимости от тематического элемента): на *-ā-, *-o-, *-i-, *-u-, на согласный. Кроме того, типы на *-ā- и *-o- разделялись на твёрдый и мягкий подтипы (*-jā- и *-jo-). Тип склонения на согласный также включал в себя несколько подтипов. Индоевропейский тип на *-ī- был утрачен и слился с типом на *-jā-, оставив след в виде формы именительного падежа существительных с суффиксами *-yni и *-ьji (*oldьji «лодка»).
Праиндоевропейские корневые атематические существительные или утратились или перешли в другие типы склонения (например, пра-и.е. *snoɪ̯gʷʰs «снег» > *snoɪ̯gʷʰos > *sněgъ, пра-и.е. *nokʷts «ночь» > *noktis). По атематическому (согласному) типу склонения в праславянском языке изменялись существительные с суффиксами *-en-, *-es-, *-ter-, *-ū-, *-men-, *-nt-, однако данный тип уже не был продуктивным. Кроме того, окончания согласного типа склонения использовались во множественном числе существительных с суффиксами *-tel'-, *-an- и *-ar'-, а также в именительном падеже обоих чисел активных причастий мужского рода.
Склонение праславянских существительных на примере слов *vьlkъ «волк», *kon’ь «конь», *synъ «сын», *gostь «гость», *kamy «камень», *lěto «лето, год», *pol’e «поле», *jьmę «имя», *telę «телёнок», *slovo «слово», *žena «женщина, жена», *duša «душа», *kostь «кость», *svekry «свекровь», *mati «мать».
| Род           | мужской  | мужской       | мужской | мужской  | мужской   | средний | средний  | средний   | средний   | средний    | женский | женский     | женский  | женский     | женский   |
| Тип склонения | *-o-     | *-jo-         | *-u-    | *-i-     | *-en-     | *-o-    | *-jo-    | *-en-     | *-ent-    | *-es-      | *-ā-    | *-jā-       | *-i-     | *-ū-        | *-r-      |
| ------------- | -------- | ------------- | ------- | -------- | --------- | ------- | -------- | --------- | --------- | ---------- | ------- | ----------- | -------- | ----------- | --------- |
| И. ед.        | *vьlkъ   | *kon’ь        | *synъ   | *gostь   | *kamy     | *lěto   | *pol’e   | *jьmę     | *telę     | *slovo     | *žena   | *duša       | *kostь   | *svekry     | *mati     |
| Р. ед.        | *vьlka   | *kon’a        | *synu   | *gosti   | *kamene   | *lěta   | *pol’a   | *jьmene   | *telęte   | *slovese   | *ženy   | *dušě/*dušę | *kosti   | *svekrъve   | *matere   |
| Д. ед.        | *vьlku   | *kon’u        | *synovi | *gosti   | *kameni   | *lětu   | *pol’u   | *jьmeni   | *telęti   | *slovesi   | *ženě   | *duši       | *kosti   | *svekrъvi   | *materi   |
| В. ед.        | *vьlkъ   | *kon’ь        | *synъ   | *gostь   | *kamenь   | *lěto   | *pol’e   | *jьmę     | *telę     | *slovo     | *ženǫ   | *dušǫ       | *kostь   | *svekrъvь   | *materь   |
| Тв. ед.       | *vьlkomь | *kon’emь      | *synъmь | *gostьmь | *kamenьmь | *lětomь | *pol’emь | *jьmenьmь | *telętьmь | *slovesьmь | *ženojǫ | *dušejǫ     | *kostьjǫ | *svekrъvьjǫ | *materьjǫ |
| М. ед.        | *vьlcě   | *kon’i        | *synu   | *gosti   | *kamene   | *lětě   | *pol’i   | *jьmene   | *telęte   | *slovese   | *ženě   | *duši       | *kosti   | *svekrъve   | *matere   |
| Зв. ед.       | *vьlče   | *kon’u        | *synu   | *gosti   |           |         |          |           |           |            | *ženo   | *duše       | *kosti   |             | *mati     |
| И., В. дв.    | *vьlka   | *kon’a        | *syny   | *gosti   | *kameni   | *lětě   | *pol’i   | *jьmeně   | *telętě   | slovesě    | *ženě   | *duši       | *kosti   |             |           |
| Р., М. дв.    | *vьlku   | *kon’u        | *synovu | *gostьju | *kamenu   | *lětu   | *pol’u   | *jьmenu   | *telętu   | *slovesu   | *ženu   | *dušu       | *kostьju |             |           |
| Д., Тв. дв.   | *vьlkoma | *kon’ema      | *synъma | *gostьma | *kamenьma | *lětoma | *pol’ema | *jьmenьma | *telętьma | *slovesьma | *ženama | *dušama     | *kostьma |             |           |
| И. мн.        | *vьlci   | *kon’i        | *synove | *gostьje | *kamene   | *lěta   | *pol’a   | *jьmena   | *telęta   | *slovesa   | *ženy   | *dušě       | *kosti   | *svekrъvi   | *materi   |
| Р. мн.        | *vьlkъ   | *kon’ь        | *synovъ | *gostьjь | *kamenъ   | *lětъ   | *pol’ь   | *jьmenъ   | *telętъ   | *slovesъ   | *ženъ   | *dušь       | *kostьjь | *svekrъvъ   | *materъ   |
| Д. мн.        | *vьlkomъ | *kon’emъ      | *synъmъ | *gostьmъ | *kamenьmъ | *lětomъ | *pol’emъ | *jьmenьmъ | *telętьmъ | *slovesьmъ | *ženamъ | *dušamъ     | *kostьmъ | *svekrъvamъ | *materьmъ |
| В. мн.        | *vьlky   | *kon'ě/*kon'ę | *syny   | *gosti   | *kameni   | *lěta   | *pol’a   | *jьmena   | *telęta   | *slovesa   | *ženy   | *dušě/*dušę | *kosti   | *svekrъvi   | *materi   |
| Тв. мн.       | *vьlky   | *kon’i        | *synъmi | *gostьmi | *kamenьmi | *lěty   | *pol’i   | *jьmeny   | *telęty   | *slovesy   | *ženami | *dušami     | *kostьmi | *svekrъvami | *materьmi |
| М. мн.        | *vьlcěxъ | *kon’ixъ      | *synъхъ | *gostьхъ | *kamenьхъ | *lětěxъ | *pol’ixъ | *jьmenьхъ | *telętьхъ | *slovesьхъ | *ženaxъ | *dušaxъ     | *kostьхъ | *svekrъvaxъ | *materьхъ |

#### Имя прилагательное
В праславянском языке существовало два типа прилагательных — неопределённые, унаследованные из праиндоевропейского языка, и определённые, развившиеся из сращения форм склонения неопределённых с формами местоимения *jь. Поскольку схожая ситуация наблюдается в балтийских языках, некоторые учёные считают, что определённые прилагательные возникли в прабалтославянском языке.
Неопределённые прилагательные склонялись в праславянском языке как существительные: мужского рода по типу на *-o- (твёрдый и мягкий подтипы), среднего рода также по типу на *-o- (твёрдый и мягкий подтипы), женского по типу на *-ā- (твёрдый и мягкий подтипы). Сохранились следы того, что некоторые прилагательные склонялись ранее по типам на *-i- и *-u-. Прилагательные типа на *-u- были переведены в тип склонения на *-o- при помощи форманта *-kъ.
Формы склонения определённых прилагательных возникли из сращения форм склонения неопределённых с формами местоимения *jь.
Склонение определённых прилагательных (форма звательного падежа была равна форме именительного) на примере прилагательных *dobrъjь «хороший» и *pěšьjь «пеший»:
| Род           | мужской    | мужской   | мужской    | мужской   | мужской           | мужской         | средний    | средний   | средний    | средний   | средний    | средний   | женский           | женский         | женский    | женский   | женский           | женский         |
| Число         | ед. ч.     | ед. ч.    | дв. ч.     | дв. ч.    | мн. ч.            | мн. ч.          | ед. ч.     | ед. ч.    | дв. ч.     | дв. ч.    | мн. ч.     | мн. ч.    | ед. ч.            | ед. ч.          | дв. ч.     | дв. ч.    | мн. ч.            | мн. ч.          |
| Тип склонения | твёрдый    | мягкий    | твёрдый    | мягкий    | твёрдый           | мягкий          | твёрдый    | мягкий    | твёрдый    | мягкий    | твёрдый    | мягкий    | твёрдый           | мягкий          | твёрдый    | мягкий    | твёрдый           | мягкий          |
| ------------- | ---------- | --------- | ---------- | --------- | ----------------- | --------------- | ---------- | --------- | ---------- | --------- | ---------- | --------- | ----------------- | --------------- | ---------- | --------- | ----------------- | --------------- |
| И. п.         | *dobrъjь   | *pěšьjь   | *dobraja   | *pěšaja   | *dobriji          | *pěšiji         | *dobroje   | *pěšeje   | *dobrěji   | *pěšiji   | *dobraja   | *pěšaja   | *dobraja          | *pěšaja         | *dobrěji   | *pěšiji   | *dobryjě/*dobryję | *pěšějě/*pěšęję |
| Р. п.         | *dobrajego | *pěšajego | *dobruju   | *pěšuju   | *dobrъjixъ        | *pěšьjixъ       | *dobrajego | *pěšajego | *dobruju   | *pěšuju   | *dobrъjixъ | *pěšьjixъ | *dobryjě/*dobryję | *pěšějě/*pěšęję | *dobruju   | *pěšuju   | *dobrъjixъ        | *pěšьjixъ       |
| Д. п.         | *dobrujemu | *pěšujemu | *dobryjima | *pěšijima | *dobryjimъ        | *pěšijimъ       | *dobrujemu | *pěšujemu | *dobryjima | *pěšijima | *dobryjimъ | *pěšijimъ | *dobrěji          | *pěšiji         | *dobryjima | *pěšijima | *dobryjimъ        | *pěšijimъ       |
| В. п.         | *dobrъjь   | *pěšьjь   | *dobraja   | *pěšaja   | *dobryjě/*dobryję | *pěšějě/*pěšęję | *dobroje   | *pěšeje   | *dobrěji   | *pěšiji   | *dobraja   | *pěšaja   | *dobrǫjǫ          | *pěšǫjǫ         | *dobrěji   | *pěšiji   | *dobryjě/*dobryję | *pěšějě/*pěšęję |
| Тв. п.        | *dobryjimь | *pěšijimь | *dobryjima | *pěšijima | *dobryjimi        | *pěšijimi       | *dobryjimь | *pěšijimь | *dobryjima | *pěšijima | *dobryjimi | *pěšijimi | *dobrǫjǫ          | *pěšǫjǫ         | *dobryjima | *pěšijima | *dobryjimi        | *pěšijimi       |
| М. п.         | *dobrějemъ | *pěšijemъ | *dobruju   | *pěšuju   | *dobrъjixъ        | *pěšьjixъ       | *dobrějemъ | *pěšijemъ | *dobruju   | *pěšuju   | *dobrъjixъ | *pěšьjixъ | *dobrěji          | *pěšiji         | *dobruju   | *pěšuju   | *dobrъjixъ        | *pěšьjixъ       |

Различались три степени сравнения: положительная, сравнительная и превосходная. Формы сравнительной степени образовывались от форм положительной степени двумя способами: 1) атематическим (в именительном падеже мужского и среднего родов к основе прилагательного присоединялся суффикс *-jь, во всех остальных формах — *-jьš-), 2) тематическим (суффиксы *-ějь и *-ějьš- соответственно). Формы превосходной степени образовывались путём прибавления приставки *najь- к формам сравнительной степени.

#### Числительное
Числительные «один» и «два» склонялись по местоименному склонению, «четыре» — по согласному склонению, «три» и все остальные — по типу на *-i-. Слово *desętь сохранило некоторые формы склонения на согласный. Числительные 5—10 не продолжают соответствующие праиндоевропейские количественные числительные, а были образованы от порядковых и изначально были женского рода.
Склонение количественных числительных:
| Падеж        | Два         | Два                    | Три         | Три                    | Четыре      | Четыре                 | Пять    |
| Падеж        | Мужской род | Средний и женский роды | Мужской род | Средний и женский роды | Мужской род | Средний и женский роды |         |
| ------------ | ----------- | ---------------------- | ----------- | ---------------------- | ----------- | ---------------------- | ------- |
| Именительный | *dъva       | *dъvě                  | *trьje      | *tri                   | *četyre     | *četyri                | *pętь   |
| Родительный  | *dъvoju     | *dъvoju                | *trьjь      | *trьjь                 | *četyrъ     | *četyrъ                | *pęti   |
| Дательный    | *dъvěma     | *dъvěma                | *trьmъ      | *trьmъ                 | *četyrьmъ   | *četyrьmъ              | *pęti   |
| Винительный  | *dъva       | *dъvě                  | *tri        | *tri                   | *četyri     | *četyri                | *pętь   |
| Творительный | *dъvěma     | *dъvěma                | *trьmi      | *trьmi                 | *četyrьmi   | *četyrьmi              | *pętьjǫ |
| Местный      | *dъvoju     | *dъvoju                | *trьхъ      | *trьхъ                 | *četyrьхъ   | *četyrьхъ              | *pęti   |

Числительные 11—19 представляли собой сочетания названий единиц со словосочетанием *na desęte, в котором *desęte — местный падеж от *desętь «десять» (например, *jedinъ na desęte «одиннадцать», *dъva na desęte «двенадцать» и т. д.). Склонялся только первый член этих сочетаний.
Числительные 20—90 также были словосочетаниями, состоявшими из названий единиц и форм числительного *desętь: *dъva desęti, *trьje desęte, *pętь desętъ.
Числительное *sъto «сто» склонялось по типу на *-o-.
Названия сотен, подобно названиям десятков, были словосочетаниями, состоявшими из названий единиц и форм числительного '*sъto: *dъvě sъtě, *tri sъta, *pętь sъtъ.
Для обозначения тысячи существовало две формы: *tysęťa и *tysǫťa. Десять тысяч обозначалось словом *tьma.
Порядковые числительные (*pьrvъ, *vъtorъ, *trьtьjь, *četvьrtъ, *pętъ, *šestъ, *sedmъ, *osmъ, *devętъ, *desętъ) склонялись как прилагательные.

#### Местоимение
Личные и возвратное местоимения:
|       | 1-е лицо ед. ч. | 2-е лицо ед. ч.   | Возвратное        | 1-е лицо дв. ч. | 2-е лицо дв. ч. | 1-е лицо мн. ч. | 2-е лицо мн. ч. |
| ----- | --------------- | ----------------- | ----------------- | --------------- | --------------- | --------------- | --------------- |
| И.п.  | *azъ            | *ty               |                   | *vě             | *va             | *my             | *vy             |
| Р.п.  | *mene           | *tebe             | *sebe             | *naju           | *vaju           | *nasъ           | *vasъ           |
| Д.п.  | *mьně *mi       | *tobě / *tebě *ti | *sobě / *sebě *si | *nama           | *vama           | *namъ           | *vamъ           |
| В.п.  | *mene *mę       | *tebe *tę         | *sebe *sę         | *na             | *va             | *ny *nasъ       | *vy *vasъ       |
| Тв.п. | *mъnojǫ         | *tobojǫ           | *sobojǫ           | *nama           | *vama           | *nami           | *vami           |
| М.п.  | *mьně           | *tobě / *tebě     | *sobě / *sebě     | *naju           | *vaju           | *nasъ           | *vasъ           |

К числу притяжательных местоимении в праславянском относились следующие: *mojь, *tvojь, *svojь, *našь, *vašь.
| Падеж | Мужской род | Мужской род | Мужской род | Средний род | Средний род | Средний род | Женский род    | Женский род | Женский род |
| ----- | ----------- | ----------- | ----------- | ----------- | ----------- | ----------- | -------------- | ----------- | ----------- |
|       | ед.         | мн.         | дв.         | ед.         | мн.         | дв.         | ед.            | мн.         | дв.         |
| И.    | *mojь       | *moji       | *moja       | *moje       | *moja       | *mojě       | *moja          | *mojě/*moję | *mojě       |
| Р.    | *mojego     | *mojixъ     | *moju       | *mojego     | *mojixъ     | *moju       | *mojejě/mojeję | *mojixъ     | *moju       |
| Д.    | *mojemu     | *mojimъ     | *mojema     | *mojemu     | *mojimъ     | *mojema     | *mojeji        | *mojimъ     | *mojama     |
| В.    | *mojь       | *mojě/moję  | *moja       | *moje       | *moja       | *mojě       | *mojǫ          | *mojě/*moję | *mojě       |
| Тв.   | *mojimь     | *mojimi     | *mojema     | *mojimь     | *mojimi     | *mojema     | *mojejǫ        | *mojimi     | *mojama     |
| М.    | *mojemь     | *mojixъ     | *moju       | *mojemь     | *mojixъ     | *moju       | *mojeji        | *mojixъ     | *moju       |

#### Глагол
Глагол в праславянском языке характеризовался категориями числа (единственное, двойственное, множественное), лица (первое, второе, третье), наклонения (изъявительное, повелительное, сослагательное), времени (настоящее, аорист, имперфект, перфект, плюсквамперфект). Время различалось только в рамках изъявительного наклонения.
У глагола различались две основы: инфинитива и настоящего времени.
В основе настоящего времени некоторых глаголов появляется носовой инфикс, отсутствующий в основе инфинитива: *sędǫ (< *sendām) «сяду», *lęgǫ (< *lengām) «лягу», *bǫdǫ (< *bundām) «буду».
Для праиндоевропейского языка выделяются две серии глагольных окончаний, которые традиционно называются первичными и вторичными. Праславянский язык сохранил древнее различие: первичные окончания употреблялись в настоящем времени, а вторичные в исторических.
Немецкий учёный А. Лескин разделил праславянские глаголы в соответствии с их тематическим элементом на пять классов. К первому относились те, тематическими гласными которых были *-o- и *-e-, ко второму с тематическим элементом *-no-/*-ne-, к третьему с *-jo-/*-je-, к четвёртому с *-i-, в пятый класс входили атематические глаголы. Атематических было всего пять: *byti «быть», *jěsti «есть», *věděti «знать», *dati «дать», *jьměti «иметь», хотя некоторые исследователи не выделяли последний глагол. Однако сохранились реликты тех времён, когда атематических глаголов было больше (например, когда-то атематическими были глаголы *viděti «видеть», *gorěti «гореть» и другие).
Спряжение глаголов в настоящем времени на примере *nesti «нести», *dvignǫti «двигать», *znati «знать», *nositi «носить», *dati «дать», *věděti «знать», *(j)ěsti «есть», *byti «быть», *jьměti «иметь».
| Класс (по Лескину) | I -o-\|\|-e- | II -no-\|\|-ne- | III -jo-\|\|-je- | IV -i-  | V (атематический) | V (атематический) | V (атематический) | V (атематический) | V (атематический) |
| ------------------ | ------------ | --------------- | ---------------- | ------- | ----------------- | ----------------- | ----------------- | ----------------- | ----------------- |
| 1.ед.              | *nesǫ        | *dvignǫ         | *znajǫ           | *nošǫ   | *damь             | *věmь             | *(j)ěmь           | *(j)esmь          | *jьmamь           |
| 2.ед.              | *neseši      | *dvigneši       | *znaješi         | *nosiši | *dasi             | *věsi             | *(j)ěsi           | *(j)esi           | *jьmaši           |
| 3.ед.              | *nesetь      | *dvignetь       | *znajetь         | *nositь | *dastь            | *věstь            | *(j)ěstь          | *(j)estь          | *jьmatь           |
| 1.дв.              | *nesevě      | *dvignevě       | *znajevě         | *nosivě | *davě             | *věvě             | *(j)ěvě           | *(j)esvě          | *jьmavě           |
| 2.дв.              | *neseta      | *dvigneta       | *znajeta         | *nosita | *dasta            | *věsta            | *(j)ěsta          | *(j)esta          | *jьmata           |
| 3.дв.              | *nesete      | *dvignete       | *znajete         | *nosite | *daste            | *věste            | *(j)ěste          | *(j)este          | *jьmate           |
| 1.мн.              | *nesemъ      | *dvignemъ       | *znajemъ         | *nosimъ | *damъ             | *věmъ             | *(j)ěmъ           | *(j)esmъ          | *jьmamъ           |
| 2.мн.              | *nesete      | *dvignete       | *znajete         | *nosite | *daste            | *věste            | *(j)ěste          | *(j)este          | *jьmate           |
| 3.мн.              | *nesǫtь      | *dvignǫtь       | *znajǫtь         | *nosętь | *dadętь           | *vědętь           | *(j)ědętь         | *sǫtь             | *jьmǫtь           |

Аорист обозначал действие как факт, совершившееся в прошлом и уже завершившееся к моменту речи. Аорист образовывался от основы инфинитива. Существовало три способа образования аориста: простой, сигматический атематический и сигматический тематический. Простой аорист образовывался путём непосредственного прибавления к основе инфинитива вторичных личных окончаний. Сигматический атематический аорист образовывался прибавлением к основе суффикса -s-. Личные окончания присоединялись уже к суффиксу. Сигматический тематический образовывался почти так же, с той разницей, что суффикс -s- присоединялся не непосредственно к основе, а к тематическому гласному, идущему за основой. Сигматический тематический аорист является собственно праславянской инновацией, в то время как простой и сигматический атематический унаследованы праславянским языком от праиндоевропейского.
| Класс (по Лескину) | I      | II      | III     | IV        | V      |
| ------------------ | ------ | ------- | ------- | --------- | ------ |
| 1.ед.              | nesъ   | dvigъ   | znaxъ   | xvalixъ   | byxъ   |
| 2.ед.              | nese   | dviže   | zna     | xvali     | by     |
| 3.ед.              | nese   | dviže   | zna     | xvali     | by     |
| 1.дв.              | nesově | dvigově | znaxově | xvalixově | byxově |
| 2.дв.              | neseta | dvižeta | znasta  | xvalista  | bysta  |
| 3.дв.              | nesete | dvižete | znaste  | xvaliste  | byste  |
| 1.мн.              | nesomъ | dvigomъ | znaxomъ | xvalixomъ | byxomъ |
| 2.мн.              | nesete | dvižete | znaste  | xvaliste  | byste  |
| 3.мн.              | nesǫ   | dvigǫ   | znašę   | xvališę   | byšę   |

Имперфект обозначал длительное или повторяющееся действие в прошлом. Формы данного времени образовывались от основы инфинитива при помощи суффикса *-ěax- (после мягких согласных *-aax-, после гласных *-ах-), соединительного гласного и личных окончаний. Имперфект не был унаследован от праиндоевропейского языка, а является собственно праславянским новообразованием.
| Класс (по Лескину) | I         | II          | III      | IV          | V       |
| ------------------ | --------- | ----------- | -------- | ----------- | ------- |
| 1.ед.              | nesěaxъ   | dvigněaxъ   | znaaxъ   | xval’aaxъ   | běaxъ   |
| 2.ед.              | nesěaše   | dvigněaše   | znaaše   | xval’aaše   | běaše   |
| 3.ед.              | nesěaše   | dvigněaše   | znaaše   | xval’aaše   | běaše   |
| 1.дв.              | nesěaxově | dvigněaxově | znaaxově | xval’aaxově | běaxově |
| 2.дв.              | nesěašeta | dvigněašeta | znaašeta | xval’aašeta | běašeta |
| 3.дв.              | nesěašete | dvigněašete | znaašete | xval’aašete | běašete |
| 1.мн.              | nesěaxomъ | dvigněaxomъ | znaaxomъ | xval’aaxomъ | běaxomъ |
| 2.мн.              | nesěašete | dvigněašete | znaašete | xval’aašete | běašete |
| 3.мн.              | nesěaxǫ   | dvigněaxǫ   | znaaxǫ   | xval’aaxǫ   | běaxǫ   |

Перфект обозначал действие в прошедшем, результат которого существует на момент речи. Образовывался аналитически: при помощи l-причастия и спрягаемых форм глагола *byti в настоящем времени. Благодаря причастиям в своём составе формы перфекта различали грамматический род.
|       | мужской род | женский род | средний род |
| ----- | ----------- | ----------- | ----------- |
| 1.ед. | neslъ jesmь | nesla jesmь | neslo jesmь |
| 2.ед. | neslъ jesi  | nesla jesi  | neslo jesi  |
| 3.ед. | neslъ jestь | nesla jestь | neslo jestь |
| 1.дв. | nesla jesvě | neslě jesvě | neslě jesvě |
| 2.дв. | nesla jesta | neslě jesta | neslě jesta |
| 3.дв. | nesla jeste | neslě jeste | neslě jeste |
| 1.мн. | nesli jesmъ | nesly jesmъ | nesla jesmъ |
| 2.мн. | nesli jeste | nesly jeste | nesla jeste |
| 3.мн. | nesli sǫtь  | nesly sǫtь  | nesla sǫtь  |

Плюсквамперфект обозначал действие в прошлом, предшествующее другому действию в прошлом, либо событие, произошедшее очень давно. Образовывался аналитически, аналогично перфекту, с той разницей, что формы глагола *byti стояли не в настоящем времени, а в имперфекте.
В некоторых индоевропейских языках существует сигматическое будущее время с близкими, но несводимыми друг к другу формами (-σ- в древнегреческом, -sya- в санскрите и -si- в литовском), однако праславянскому такой способ образования будущего времени неизвестен. В современных же славянских языках будущее время образуется аналитически (рус. буду делать, пол. będę robił, чеш. budu dělat), при помощи глаголов совершенного вида (рус. сделаю, пол. zrobię, чеш. udělám) и синтетически (укр. робитиму, хотя эта форма образовалась от раннего аналитического варианта). В связи с этим перед наукой встаёт закономерный вопрос: существовала ли в праславянском форма синтетического будущего времени? По мнению И. В. Ягича, существовала, но на поздних этапах существования праславянского была вытеснена описанными новообразованиями. В качестве доказательства И. В. Ягич приводит старославянскую причастную форму бышѧ, образованную, согласно его предположению, от незасвидетельствованной основы глагола *byti — *byšǫ, соответствующей лит. bū́siu «буду». П. С. Кузнецов полагал, что суффикс *-s- был в прабалтославянском языке показателем как аориста, так и будущего времени, в дальнейшем же в прабалтийском он закрепился только за будущим временем, а в праславянском наоборот только за аористом и имперфектом.
Наклонения
Праславянское повелительное наклонение восходит к праиндоевропейскому оптативу, формы собственно праиндоевропейского императива в праславянском исчезли. Парадигма повелительного наклонения была дефектной.
| Класс (по Лескину) | I -o-\|\|-e- | II -no-\|\|-ne- | III -jo-\|\|-je- | IV -i-  | V (атематический) | V (атематический) | V (атематический) | V (атематический) | V (атематический) |
| ------------------ | ------------ | --------------- | ---------------- | ------- | ----------------- | ----------------- | ----------------- | ----------------- | ----------------- |
| 2. и 3.ед.         | nesi         | *dvigni         | *znaji           | xvali   | dadji             | vědjь             | jědjь             | bǫdi              | jьměji            |
| 1.дв.              | nesěvě       | *dvigněvě       | *znajivě         | xvalivě | dadivě            | vědivě            | jědivě            | bǫděvě            | jьmějivě          |
| 2.дв               | nesěta       | dvigněta        | znajita          | xvalita | dadita            | vědita            | jědita            | bǫděta            | jьmějita          |
| 1.мн.              | nesěmъ       | dvigněmъ        | znajimъ          | xvalimъ | dadimъ            | vědimъ            | jědimъ            | bǫděmъ            | jьmějimъ          |
| 2.мн.              | nesěte       | dvigněte        | znajite          | xvalite | dadite            | vědite            | jědite            | bǫděte            | jьmějite          |

Сослагательное наклонение состояло из l-причастия и особых форм глагола *byti, являющихся остатками древнего оптатива:
|        | мужской род  | женский род  | средний род  |
| ------ | ------------ | ------------ | ------------ |
| 1. ед. | *neslъ bimь  | *nesla bimь  | *neslo bimь  |
| 2. ед. | *neslъ bi    | *nesla bi    | *neslo bi    |
| 3. ед. | *neslъ bi    | *nesla bi    | *neslo bi    |
| 1. дв. | *nesla bivě  | *neslě bivě  | *neslě bivě  |
| 2. дв. | *nesla bista | *neslě bista | *neslě bista |
| 3. дв. | *nesla biste | *neslě biste | *neslě biste |
| 1. мн. | *nesli bimъ  | *nesly bimъ  | *nesla bimъ  |
| 2. мн. | *nesli biste | *nesly biste | *nesla biste |
| 3. мн. | *nesli bǫ    | *nesly bǫ    | *nesla bǫ    |

Категория вида

Неличные формы глагола
Инфинитив образовывался от основы инфинитива при помощи суффикса *-ti (< *-tei; по происхождению — дательный падеж праиндоевропейских отглагольных существительных на *-tis), который провоцировал различные фонетические изменения, если основа заканчивалась на согласный: *vez-ti > *vesti «везти», *plet-ti > *plesti «плести», *živ-ti > *žiti «жить». Инфинитивы у глаголов I класса могли образовываться как атематически (*nesǫ — *nesti), так и при помощи тематического *-a- (*zovǫ — *zъvati).
Супин образовывался от основы инфинитива при помощи суффикса *-tъ (< *-tum; по происхождению — винительный падеж праиндоевропейских отглагольных существительных на *-tus).
У праславянского глагола образовывалось четыре причастия: действительное настоящего времени, действительное прошедшего времени, страдательное настоящего времени, страдательное прошедшего времени. Кроме того, существовало так называемое l-причастие, которое было функционально ограничено (существовало только в составе сложных глагольных форм). Все причастия склонялись, как прилагательные.
Действительное причастие настоящего времени образовывалось при помощи суффикса *-nt-, который в сочетании с тематическими *-o- и *-i- после образования носовых дал суффиксы *-ǫt- и *-ęt-. Данное причастие сохранило окончание склонения на согласный в именительном падеже единственного числа мужского и среднего родов (*nesonts > *nesy, *znajonts > *znaję, *nosints > *nosę). В именительном падеже единственного числа женского рода используется окончание *-i. В остальных падежах функционировали формы склонений на *-jo- (мужской и средний роды) и *-jā- (женский род).
Действительное причастие прошедшего времени образовывалось от основы инфинитива при помощи суффикса *-ъš- у глаголов I и IV классов, а также глаголов II класса, чей корень заканчивался на согласный, и суффикса *-vъš- у остальных глаголов. У глаголов II класса при этом выпадал тематический элемент *-nǫ- (*dvignǫti — *dvigъš-), а у глаголов IV класса тематическое *-i- переходило в *-j-, после которой *-ъ- суффикса аккомодировал в *-ь- (*nositi — *nosьš-). Данное причастие сохранило окончания склонения на согласный в именительном падеже единственного числа всех родов и именительном множественного мужского рода. В именительном падеже единственного числа мужского и среднего родов конечный согласный суффикса отпадал (*rekъ, *nošь, *znavъ), в женском окончанием служило *-i (*rekъši, *nošьši, *znavъši). В остальных падежах функционировали формы склонений на *-jo- (мужской и средний роды) и *-jā- (женский род).
Так называемое l-причастие (действительное причастие прошедшего времени II) образовывалось от основы инфинитива при помощи суффикса *-l- (*peklъ, *vędlъ, *zьrělъ, *gorělъ).
Страдательное причастие настоящего времени образовывалось от основы настоящего времени при помощи суффикса *-m- (*rekomъ, *dvignomъ, *znajemъ, *nosimъ). У атематических глаголов при этом появлялся вторичный тематический гласный (*vědomъ).
Страдательное причастие прошедшего времени образовывалось от основы инфинитива при помощи при помощи суффиксов *-t-, *-n-. При помощи суффикса *-t- образовывалось у глаголов I класса, чья основа заканчивалась на *-i (*piti — *pitъ), *-er (*terti — *tьrtъ), *-el (*melti — *mьltъ), *-em (*jęti — *jętъ), *-en (*pęti — *pętъ). Гласный корня при этом находился на нулевой ступени. У глаголов, чья основа инфинитива заканчивалась на *-ě- или *-a- использовался суффикс *-n- (*viděti — *viděnъ, *zъvati — *zъvanъ). У остальных глаголов использовался суффикс *-en-, возникший из соединения предыдущего суффикса с тематической гласной (*pekti — *pečenъ, *nesti — *nesenъ). У глаголов второго класса при этом тематический элемент *-nǫ- отбрасывался или приобретал вид *-nov- (*dvignǫti — *dviženъ, *dvignovenъ).

#### Наречие
Наречия в праславянском языке представляли собой застывшие формы или местного падежа (наречия на *-ě < *-oi) или именительного-винительного среднего рода (наречия на *-o) прилагательных.

#### Предлоги
Праславянские первичные предлоги можно поделить на три группы в зависимости от того, с каким количеством падежей они могли сочетаться:
- с одним падежом:
  - с родительным: *bezъ, *do, *jьzъ, *otъ, *u
  - с дательным: *kъ
  - с винительным: *obъ, *vъzъ
  - с местным: *pri
- с двумя падежами:
  - с родительным и творительным: *sъ
  - с винительным и творительным: *nadъ, *podъ, *perdъ
  - с винительным и местным: *na, *o, *vъ
- с тремя падежами:
  - с родительным, винительным и творительным: *za
  - с дательным, винительным и местным: *po

Местный падеж обычно использовался для указания на местоположение, а винительный — направления.

#### Послелоги
В праславянском было два послелога: *radi и *děľa.

### Синтаксис
В праславянском в полной мере продолжал действовать закон Ваккернагеля.
Базовым порядком слов было SVO, прилагательное ставилось перед определяемым им существительным.

### Лексика
Большая часть праславянской лексики — исконная, унаследованная из праиндоевропейского языка. Однако длительное соседство с неславянскими народами наложило свой отпечаток на словарный состав праславянского языка. В праславянском имеются заимствования из иранских, кельтских, германских, тюркских, латинского и греческого языков. Вероятно, были заимствования из балтийских языков (однако их сложно выделить из-за того, что в случае со славянскими и балтийскими языками часто бывает трудно отличить заимствованные слова от исконно родственных) и, возможно, из фракийского (их сложно выделить из-за того, что о фракийском языке известно крайне мало).
К идее полной реконструкции праславянского языкового фонда в 1960—1970-е годы независимо друг от друга пришли слависты трёх стран: в СССР (теперь в России) c 1974 года издается многотомный «Этимологический словарь славянских языков. Праславянский лексический фонд», лексический объём которого, по предварительным оценкам, должен составить до 20 тысяч слов; в Польше не завершён аналогичный проект — «Праславянский словарь» (пол. Słownik Prasłowiański), издаваемый также с 1974 года и значительно отстающий от российского, а в Чехословакии с 1973 по 1980 годы издавался, но так и не был закончен «Этимологический словарь славянских языков. Грамматические слова и местоимения» (чеш. Etymologický slovník slovanských jazyků. Slova gramatická a zájmena). В 2008 году в серии Лейденских индоевропейских этимологических словарей вышел «Этимологический словарь славянской исконной лексики» (англ. Etymological dictionary of the Slavic Inherited Lexicon) Р. Дерксена, в значительной степени основанный на ранее изданных праславянских словарях, но не вторичный по отношению к ним, вместе с тем содержащий лишь информацию схематического характера, соотносящий праславянские лексемы с соответствующими праиндоевропейскими корнями, а также не уделяющий внимания словобразовательным процессам реконструируемого фонда.
Значительную часть словарного состава современных славянских языков составляет праславянское наследие. По подсчётам польского лингвиста Т. Лер-Сплавинского, около четверти лексикона образованного поляка — праславянского происхождения.
Реконструкция праславянской лексики помогает узнать больше о жизни и быте праславян, а также помогает в поисках их прародины. Так, известны сельскохозяйственные термины (*orati «пахать», *gumьno «гумно», *tokъ «ток», *snopъ «сноп», *solma «солома», *zьrno «зерно», *mǫka «мука», *žьrny «жёрнов»), название сельскохозяйственных орудий (*soxa «соха», *borna «борона», *motyka «мотыга», *rydlo, *sьrpъ «серп»), злаков (*proso «просо», *rъžь «рожь», *ovьsъ «овёс», *pьšenica «пшеница», *(j)ęčьmy «ячмень»); животноводческие термины (*melko «молоко», *syrъ «сыр», *sъmetana «сметана», *maslo «масло»), названия домашних животных (*govędo «крупный рогатый скот», *korva «корова», *volъ «вол», *bykъ «бык», *telę «телёнок», *ovьca «овца», *(j)agnę «ягнёнок», *kon’ь «конь», *žerbę «жеребёнок», *pьsъ «пёс»); ткацкие термины (*tъkati «ткать», *stavъ/*stanъ «станок», *krosno «вращаемая часть ткацкого станка», *navojь, *ǫtъkъ «уток», *čьlnъ «челнок», *bьrdo «бердо», *verteno «веретено», *nitь «нить», *vьlna «шерсть», *lьnъ «лён», *konopja «конопля», *kǫdělь «кудель», *pręsti «прясть», *sukno «сукно», *poltьno «полотно»), названия орудий и оружия (*sekyra «секира», *tesdlo «тесло», *nožь «нож», *pila «пила», *delbto «долото», *moltъ «молот», *šidlo «шило», *jьgla «игла», *kyjь «дубина/кий», *kopьje «копьё», *lǫkъ «лук», *tętiva «тетива», *strěla «стрела», *porktja «праща», *ščitъ «щит»).

## История изучения
Хотя славистика появилась уже в начале XIX века (её «отцом», «патриархом» считают Й. Добровского), реконструкцией праславянского языка учёные не занимались довольно долго. Первое описание праславянского языка появилось в 1858 году в статье А. Шлейхера «Краткий очерк истории славянских языков» (нем. Kurzer Abriss der Geschichte der slavischen Sprache). Большой вклад в изучение праславянского языка внёс А. Лескин, занимавшийся праславянскими фонетикой и морфологией.

Лингвисты, внёсшие заметный вклад в реконструкцию праславянского языка и в славистику в целом
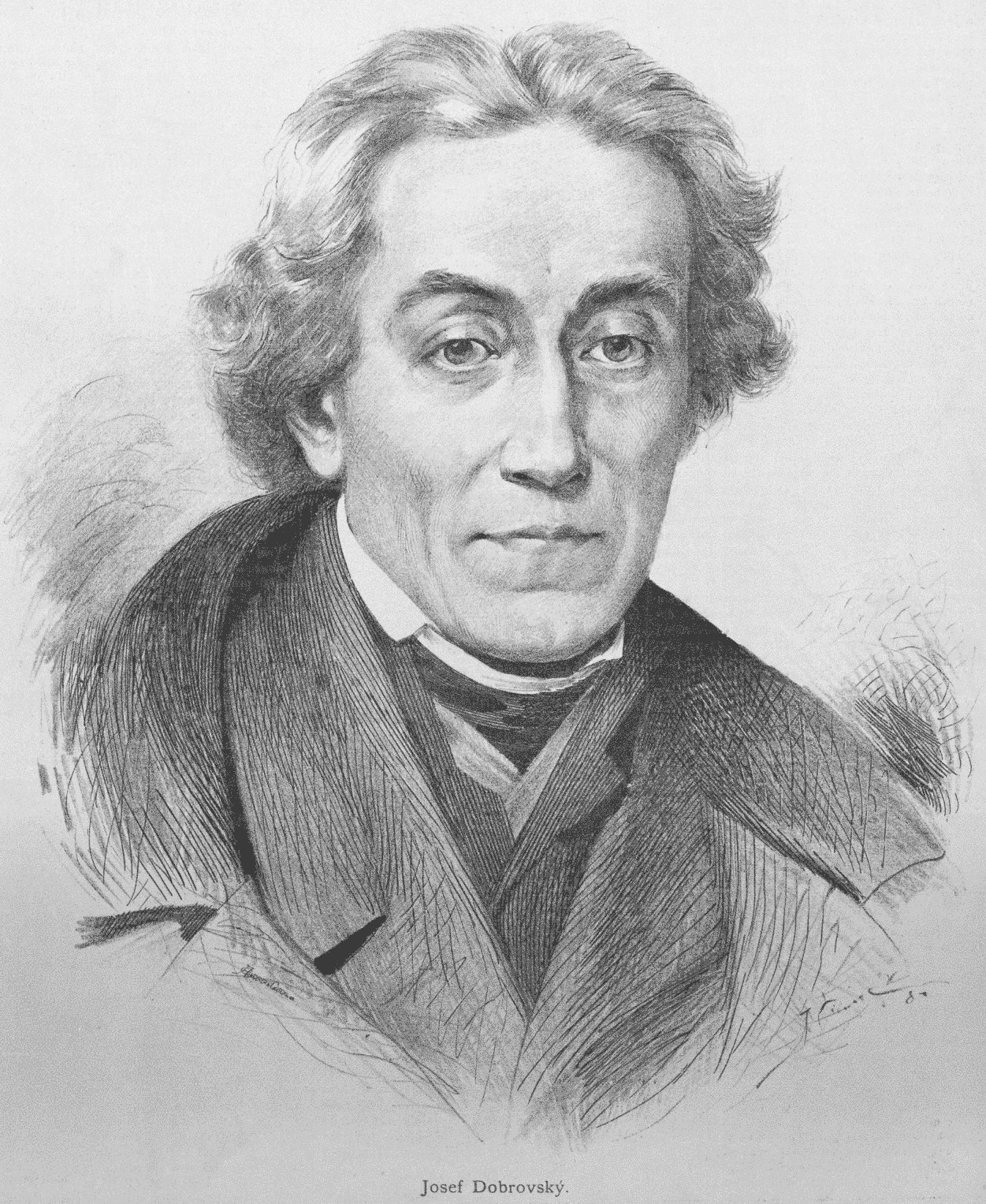
Йосеф Добровский (1753—1829)
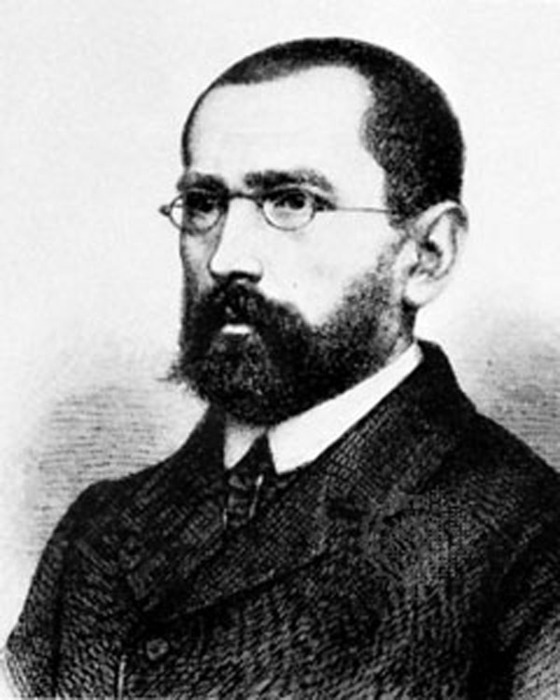
Август Шлейхер (1821—1868)
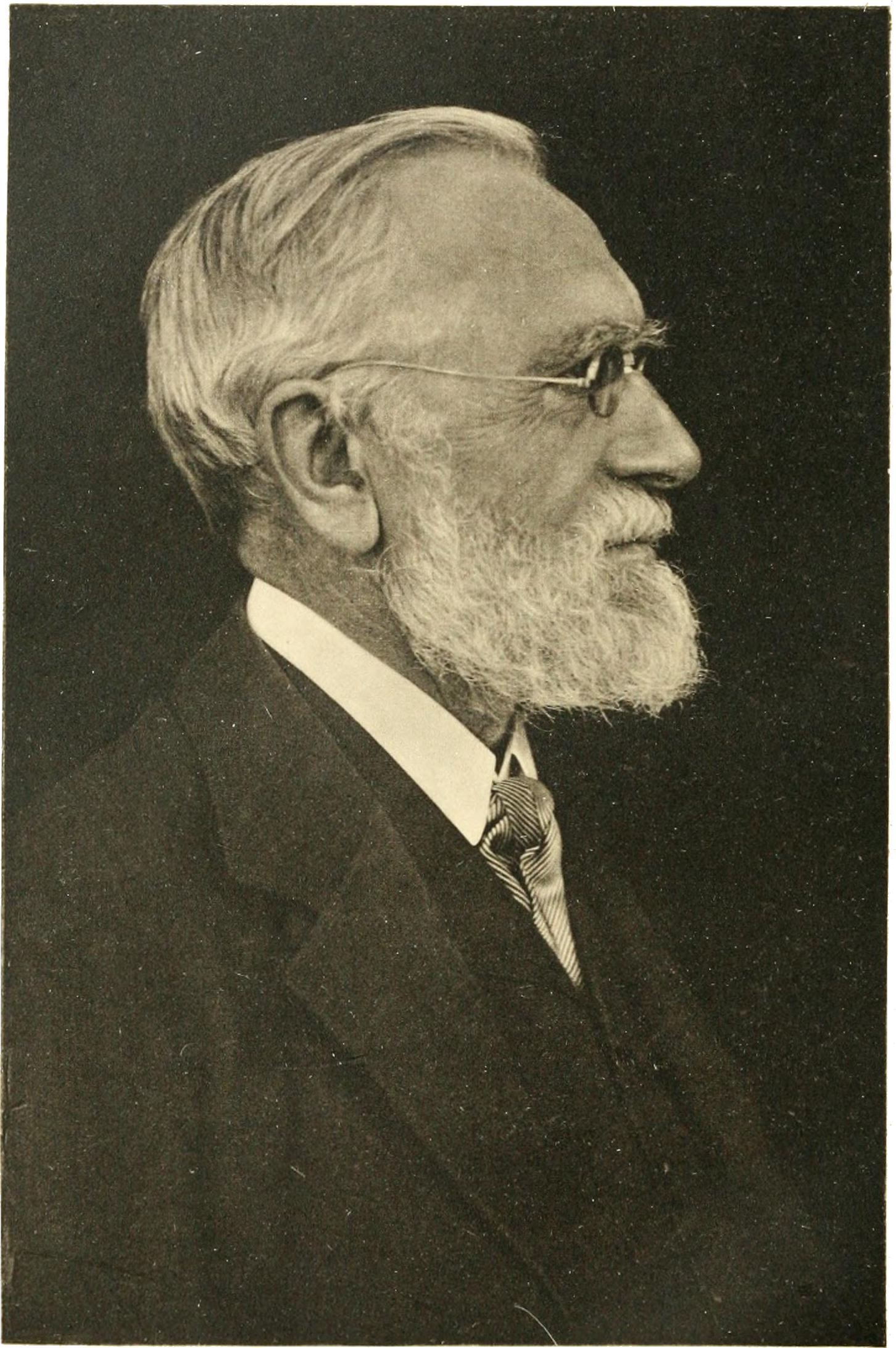
Август Лескин (1840—1916)

## Образец текста
Статья 1 Всеобщей декларации прав человека, написанная на реконструированном праславянском языке латинским алфавитом:
Вариант на русском языке
Все люди рождаются свободными и равными в своем достоинстве и правах. Они наделены разумом и совестью и должны действовать по отношению друг к другу в духе братства.
Вариант на праславянском языке
Vьśi ľudьje rodętь sę svobodьni i orvьni vъ dostojьnьstvě i zakoně. Oni sǫtь odařeni orzumomь i sъvěstьjǫ i dъlžьni vesti sę drugъ kъ drugu vъ duśě bratrьstva.